# Ceraria
Ceraria es un género de plantas de la familia Portulacaceae.

## Taxonomía
Ceraria fue descrito por Pearson & Stephens y publicado en Annals of the South African Museum 9: 32. 1912. La especie tipo es: Ceraria namaquensis (Sond.) Pearson & Stephens. 

## Especies
- Ceraria carrissoana Exell & Mendonça
- Ceraria fruticulosa H.Pearson & Stephens
- Ceraria kaokoensis Swanepoel
- Ceraria kuneneana Swanepoel
- Ceraria longipedunculata Merxm. & Podlech
- Ceraria namaquensis (Sond.) H.Pearson & Stephens
- Ceraria pygmaea (Pillans) G.D.Rowley